# Абаноети
Абаноети (груз. აბანოეთი) — село в Грузии, на территории Амбролаурского муниципалитета края (мхаре) Рача-Лечхуми и Нижняя Сванетия.

## География
Село находится в северной части Грузии, на левом берегу реки Риони, на расстоянии приблизительно 8 километров (по прямой) к западо-северо-западу от города Амбролаури, административного центра муниципалитета. Абсолютная высота — 771 метр над уровнем моря.

## Население
По результатам официальной переписи населения 2014 года, в Абаноети проживало 102 человека (56 мужчин и 46 женщин). В национальной структуре населения грузины составляли 100 %.
| Год  | Население, человек |
| ---- | ------------------ |
| 2002 | 128                |
| 2014 | ↘ 102              |